# Assedio di Tolone (1793)
L'assedio di Tolone del 1793 ebbe luogo da settembre a dicembre, dopo che i lealisti monarchici si erano impadroniti della città e ne avevano lasciato il controllo ai britannici, aiutati dagli spagnoli, nella speranza di restaurare la monarchia assoluta dei Borboni, spingendo così la Prima Repubblica francese, guidata dalla Convenzione nazionale, ad inviare un esercito per riprenderne il controllo, cosa che riuscì a fare grazie anche alle tattiche di Napoleone Bonaparte.

## Cause e antefatti
Le origini della ribellione del mezzogiorno francese risalivano ai primi tempi della rivoluzione francese. La popolazione, a maggioranza cattolica, non vide di buon occhio la Costituzione civile del clero del luglio 1790, ma la vera resistenza iniziò il 31 maggio 1793, quando il Comitato giacobino del Vescovado emanò una serie di richieste alla Convenzione nazionale: l'esclusione dei capi girondini, la messa al bando della Commissione dei dodici, l'arresto dei sospetti, l'epurazione delle amministrazioni, l'istituzione di un esercito rivoluzionario, il diritto di voto ai soli sanculotti, la riduzione del prezzo del pane e l'assistenza a vecchi, malati e parenti dei "difensori della Patria".
La Convenzione tuttavia abolì solamente la Commissione dei dodici, così il 2 giugno la Commissione insurrezionale circondò con 80 000 soldati della guardia nazionale la Convenzione a cui chiese di mettere sotto arresto i capi girondini; la richiesta venne esaudita e così esplosero una serie di insurrezioni a Lione, Avignone, Nîmes e Marsiglia. A Tolone i girondini cacciarono i giacobini, ma furono subito soppiantati dai lealisti monarchici ancora numerosi nella flotta da guerra francese.
La Convenzione rispose immediatamente alla rivolta tramite il deputato Dubois-Crancé, che inviò 3 000 soldati guidati dal colonnello Jean François Carteaux a Valence, a cui si unì anche Napoleone Bonaparte (a quell'epoca noto ancora come Napoleone "Buonaparte"). Carteaux riconquistò Avignone e, il 25 agosto, Marsiglia, ma a questo punto gli insorti di Tolone, capeggiati dal barone d'Imbert, fecero appello alla flotta anglo-spagnola allora incrociante al largo di Tolone.
Nella notte tra il 27 e 28 agosto gli ammiragli Hood e Lángara fecero sbarcare 4 000 uomini appartenenti agli eserciti britannico, spagnolo, napoletano e piemontese. Il 1º ottobre d'Imbert fece proclamare l'erede al trono come re Luigi XVII di Francia e venne innalzata la bandiera bianca con il giglio rosso; l'ammiraglio francese Trogoff consegnò la flotta alla Royal Navy.

## L'assedio
Le truppe repubblicane, viste le mosse anglo-spagnole seguite alla presa di Marsiglia e la gravità della situazione, vennero rinforzate fino a contare 12 000 soldati, a cui se ne aggiunsero altri 5 000 agli ordini del generale La Poype distaccati dall'armata d'Italia. Le truppe nemiche, d'altra parte, aumentarono col tempo fino a 15 000 unità grazie a truppe fatte arrivare dal mare. Nella prima settimana di settembre La Poype avanzò da est conquistando Hyères e Solliès, mentre Carteaux andò a costituire la morsa occidentale della tenaglia che avrebbe dovuto intrappolare Tolone, avanzando verso la città sbaragliando gli avamposti realisti, tra cui quello di Ollioules, caduto il 7 settembre. In quest'ultima azione tuttavia rimase gravemente ferito il capitano Dommartin, capo dell'artiglieria di Carteaux, che si trovò dunque con due cannoni da 24 libbre, due da 6 libbre, una coppia di mortai e altri pezzi minori senza una valida guida.
L'8 settembre i due eserciti repubblicani avevano ormai completato l'accerchiamento di Tolone. La Poype aveva conquistato La Valette-du-Var (situata ai piedi del monte Coudon) e cercava di impossessarsi dei forti di monte Faron (560 m d'altezza) dominanti la città di Tolone all'est; la sua truppa venne rinforzata da 3 000 marinai all'ordine dell'ammiraglio de Saint-Julien de Chabon che si rifiutò di servire i britannici con a capo Trogoff. Questo insieme di forze costituì l'armata detta "il campo davanti a Tolone". A capo dell'artiglieria di Carteaux i rappresentanti speciali della Convenzione nazionale, Augustin de Robespierre e Antoine Christophe Saliceti, imposero il giovane capitano Napoleone Buonaparte.

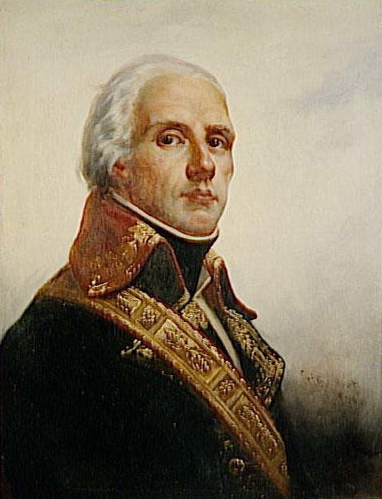
Il generale francese Jacques François Dugommier

Dopo una ricognizione, Napoleone Buonaparte concepì un piano che prevedeva di prendere i fortini dell'Éguillette e di Balaquier, sulla collina di Le Caire, per impedire il passaggio tra la piccola e la grande rada del porto, tagliando così il rifornimento marittimo necessario agli assediati. Forte anche dell'appoggio di Robespierre e Saliceti, Napoleone diresse immediatamente il posizionamento di due batterie di cannoni, de la Montagne e des Sans-Culottes, su una collina che dominava la spiaggia occidentale della Rada piccola, luogo da cui, il 20 settembre, costrinse lord Hood a far ritirare le sue imbarcazioni vicino al porto di Tolone. Due giorni dopo Carteaux, non completamente d'accordo con le idee tattiche di Napoleone, com'era del resto La Poype, mandò contro la collina di Le Caire solamente un debole distaccamento sotto l'aiutante generale Delaborde che fallì nel suo tentativo di conquistarla. Gli anglo-spagnoli, resisi conto dell'importanza della posizione, edificarono allora una grande trincea di terra alla cima della collina, battezzata "forte Mulgrave". Essa era appoggiata a tre più piccole stazioni chiamate: Saint-Philippe, Saint-Côme e Saint-Charles. L'insieme apparentemente inespugnabile fu soprannominato dai francesi "la piccola Gibilterra".
Gli assediati tentarono di ridurre al silenzio la batteria dei Sans-Culottes dal vascello Le Puissant senza successo, e la flotta britannica dovette decidersi a fiancheggiare la costa dal Mourillon alla Torre reale. Il 1º ottobre, dopo l'insuccesso del generale La Poype nell'attacco al Fort Faron dell'omonimo monte, si chiese a Buonaparte di bombardare il grande forte Malbousquet la cui presa avrebbe condizionato quella della città; egli fece dunque requisire pezzi di artiglieria e animali da tiro in tutta la campagna circostante, richiamò dalle città vicine tutti gli ufficiali di artiglieria e impartì corsi accelerati di artiglieria ai fanti, portando l'effettivo a un centinaio di cannoni. Promosso capo di battaglione il 18 ottobre, il giorno seguente organizzò una grande batteria detta della "Convenzione", di fronte al forte sulla collina dell'Arena, sostenuta da quella del "Farinière" sulla collinetta dei Gaux e da quella della "Polveriera" a Lagoubran.
Il 23 ottobre Carteaux venne destituito e sostituito da François Amédée Doppet, vecchio medico la cui indecisione fece fallire un tentativo di sorpresa contro il forte Mulgrave; il 16 novembre si dimise in favore di un vero soldato di mestiere, Dugommier, che il 25 novembre, nel corso di una riunione di guerra, decise di attuare il piano di Buonaparte: bombardare la collina dell'Éguilette, attaccare forte Mulgrave avvalendosi anche di un finto attacco su monte Faron, quindi piazzare su l'Éguilette una batteria di cannoni con cui bersagliare la flotta inglese ancorata a Tolone. Venne dispiegata la batteria dei "Giacobini" sulla cresta dell'Evescat, a nord-ovest del forte Mulgrave, mentre ad ovest, il 28 novembre, venne posta quella degli "uomini senza paura". Pressati dal bombardamento, gli anglo-napoletani effettuarono una sortita il 29 novembre e si impossessarono della batteria della "Convenzione". Un contrattacco, condotto da Dugommier e Buonaparte, la riconquistò catturando e ferendo il generale britannico O'Hara guadagnando anche 200 prigionieri, mentre le loro perdite furono 400.
Iniziarono così le trattative con Robespierre il Giovane ed Antoine Louis Albitte per una resa onorevole. In conseguenza di ciò, i battaglioni federalisti e monarchici furono disarmati. Il 14 dicembre giunse ai repubblicani una brigata di rinforzo guidata da Massena, e si impostarono tre nuove batterie: una alle pendici del forte Mulgrave, quella della "Chasse Coquin", e due organizzate per respingere l'eventuale intervento delle navi alleate sia nella rada che nel mare aperto. Dugommier, La Poype e Buonaparte, divenuto colonnello in seguito alla cattura di O'Hara, convennero di lanciare un assalto generale nella mattina del 17 dicembre. All'ora prestabilita i repubblicani attaccarono. Il generale Muiron, alla testa di 6 000 soldati, catturò forte Mulgrave perdendo mille effettivi, Massena si impadronì del forte d'Antiques e Napoleone andò all'assalto di punta l'Éguilette e della torre di Balaquier; qui il corpo a corpo durò tutto il giorno, Buonaparte fu ferito ad una coscia dal colpo di baionetta di un sergente britannico, ma già nel tardo pomeriggio del 18 dicembre una batteria di cannoni era in posizione, pronta a cannoneggiare le navi inglesi. Durante questo periodo La Poype prese infine i forti di Faron e di Malbousquet. Gli anglo-spagnoli decisero allora di sabotare l'arsenale e di evacuare Tolone per mare, non prima di aver tentato, tramite il capitano Sydney Smith, di affondare la flotta realista francese, cosa che riuscì solo in parte per via dell'insubordinazione di alcuni soldati spagnoli.
Fra gli ufficiali inglesi che combatterono a Tolone contro le truppe rivoluzionarie francesi e lo stesso Napoleone c'era Hudson Lowe, che dal 1815 sarà il governatore dell'isola di Sant'Elena.

## La repressione
Le truppe della Convenzione entrarono nella città il 19 dicembre. Circa 5 000 tolonesi si rifugiarono sulle navi inglesi e furono sbarcati a La Valletta o a Gibilterra. La repressione guidata da Paul Barras e Louis-Marie-Stanislas Fréron, stando a quanto scrisse Napoleone, non fu brutale quanto episodi già verificatisi in precedenza: vennero processate alcune centinaia di collaborazionisti a cui fu decretata la pena di morte tramite fucilazione.
Secondo il capitano inglese Sidney-Smith le cose andarono diversamente: centinaia di prigionieri sarebbero stati mitragliati od uccisi all'arma bianca sul Campo di Marte, insieme a circa 2 800 abitanti di Tolone. La Convenzione cambiò il nome di Tolone in Port-de-la-Montagne e ordinò la distruzione di tutti i monumenti e degli edifici pubblici.
Buonaparte, curato da Jean Francesco Hernandez per la sua ferita, fu promosso generale di brigata il 22 dicembre e presto si mise in marcia per la sua nuova assegnazione a Nizza, come comandante dell'artiglieria dell'armata d'Italia. Una porta delle vecchie mura di Tolone rievoca questa partenza; una targa commemorativa è affissa per ricordare l'avvenimento. Questa porta è chiamata Porta d'Italia.